# WebCite

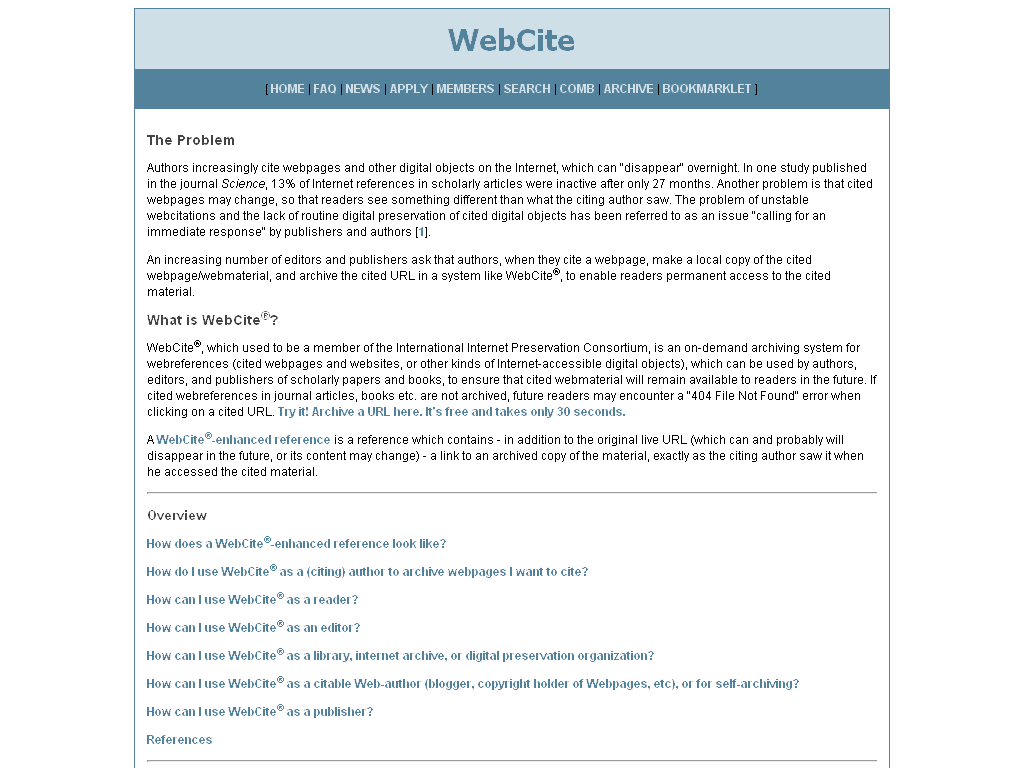
Screenshot von Webcite (2016)

WebCite ist ein Online-Dienst unter der URL www.webcitation.org, der bis 2019 Webseiten auf Wunsch archivierte.
Autoren können die archivierten Webseiten mittels WebCite zitieren, zusätzlich zum Zitieren der ursprünglichen URL der Webseite. Lesern wurde versprochen, archivierte Webseiten zeitlich unbegrenzt abrufen zu können, ohne Rücksichtnahme auf eine Aktualisierung oder das Verschwinden der ursprünglichen Seite (so genannter Toter Link).
WebCite, 1998 mit einem Pilotprojekt unter der Adresse webcite.net gestartet, war eine Non-Profit-Organisation mit Sitz im kanadischen Toronto, die sich auf die Archivierung akademischer Inhalte konzentrierte und hierfür von Verlagen und Herausgebern unterstützt wurde. Der Dienst konnte von Autoren und Lesern kostenfrei benutzt werden.
Seit Juli 2019 werden keine neuen Archivierungen vorgenommen, bereits archivierte Seiten waren jedoch weiter abrufbar, außer zwischen Oktober 2021 und Mitte August 2023.

## Rechtslage
Während in den Vereinigten Staaten die zu dieser Archivierung erforderliche Vervielfältigung wohl vom Grundsatz des Fair use ableitbar ist, ist nach europäischem und insbesondere deutschem Recht die öffentliche Zugänglichmachung (§ 19a UrhG) ohne Zustimmung der Urheber bzw. sonstigen Rechteinhaber (beispielsweise Verlage) unzulässig. WebCite berücksichtigte zwar Opt-out-Markierungen von Webseiten oder entfernte sie auf Wunsch der Rechteinhaber aus dem Archiv, was die Speicherung aber nach europäischem und insbesondere deutschem Recht ohne Zustimmung der Urheber höchstwahrscheinlich aber nicht zulässig machte. Ein Gerichtsurteil dazu ist jedoch nicht bekannt.
Ein potentieller Nutzer, der eine Website archivieren wollte, war gezwungen, eine gültige E-Mail-Adresse anzugeben, an welche eine zu bestätigende Archivierungsanfrage gesendet wurde. Erst nach der Bestätigung dieser Anfrage wurde der Archivierungsvorgang vollzogen. Zudem nutzte WebCite im Hintergrund das umstrittene Trackingtool Google Analytics, das eine weitgehende Deanonymisierung der Benutzer zur Folge hat.